# Nin Jiom Pei Pa Koa

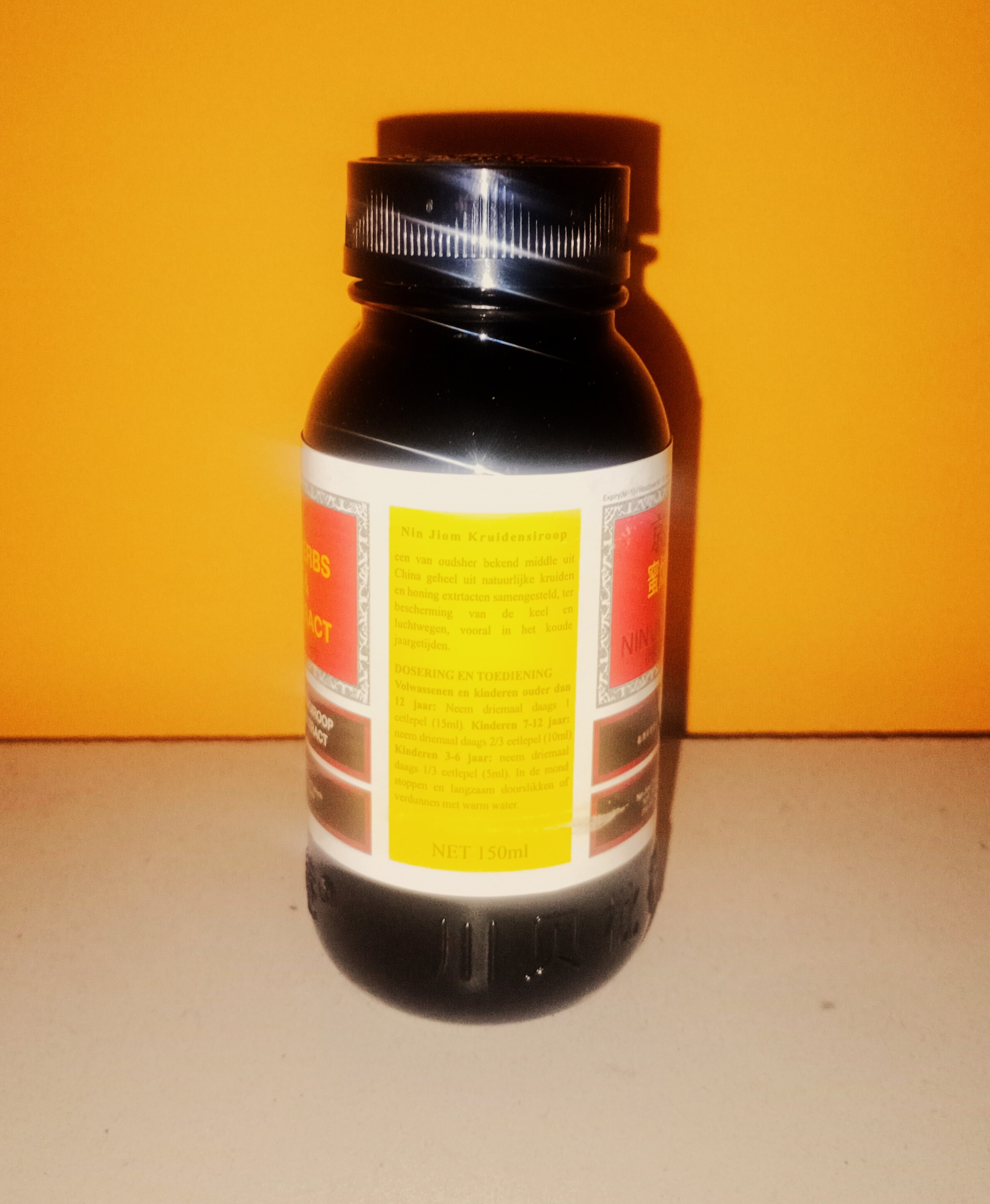
Confezione di Nin Jiom Pei Pa Koa

Il Nin Jiom Pei Pa Koa (京都念慈菴川貝枇杷膏S, jīng dū niàn cí ān chuān bèi pí pá gāoP, lett. "sciroppo al nespolo del Giappone in memoria della mia amata madre") è uno sciroppo antitussivo a base di erbe naturali la cui ricetta risale ai tempi della dinastia Qing. È prodotto dalla King To Nin Jiom a partire dal 1946. Alle volte è noto con l'appellativo Kingto che significa "capitale", in quanto veniva prodotto inizialmente a Pechino. Nin Jiom significa "in memoria della mia amata madre", Pei Pa è una traslazione dal termine cinese per il loquat (Eriobotrya japonica), mentre Koa significa "sciroppo".
Il Nin Jiom Pei Pa Koa è popolare tra le comunità cinesi di tutto il mondo.

## Storia
La ricetta di questo sciroppo risale ai tempi dell'imperatore Qianlong, quando l'ufficiale imperiale Yang Kan si rivolse al medico di corte Ye Tianshi affinché guarisse sua madre affetta da gravi problemi polmonari. Il medico somministrò alla paziente uno sciroppo di erbe e miele che si rivelò efficace.
La famiglia Yang decise di commercializzare lo sciroppo negli anni successivi. La medicina era fatta con erbe naturali che includevano fritillaria e nespolo del Giappone aggiunti a una base di estratto di miele. Il logo del prodotto, usato fino al XXI secolo, mostrava un giovane con abiti della dinastia Qing che somministrava lo sciroppo a sua madre.
Dopo la seconda guerra mondiale la famiglia Yang si trasferì a Canton, poi a Hong Kong e infine in Brasile. La produzione del medicinale venne ceduta nel 1946 alla King To Nin Jiom, che ne fece il suo prodotto di punta.

## Composizione
Il Nin Jiom Pei Pa Koa viene commercializzato in boccette da 300 ml o in sacchetti da 15 g e contiene i seguenti estratti:
- Bulbus fritillariae cirrhosae (川貝母)
- Eriobotrya japonica (枇鈀葉)
- Adenophora tetraphylla (南沙參)
- Wolfiporia extensa (茯苓)
- Citrus maxima (化橘紅)
- Platycodon grandiflorus (桔梗)
- Pinellia ternata (半夏)
- Schisandra chinensis (五味子)
- Trichosanthes kirilowii (栝蔞)
- Tussilago farfara (款冬花)
- Polygala tenuifolia (遠志)
- Prunus armeniaca (苦杏仁)
- Zingiber officinale (生薑)
- Glycyrrhiza uralensis (甘草)
- Mentolo
- Miele

## Posologia
La posologia del medicinale è la seguente:
- Per età superiore a 12 anni: un cucchiaio (15 ml) da assumere 3 volte al giorno
- Per età compresa tra 7 e 12 anni: 2/3 di cucchiaio (10 ml) da assumere 3 volte al giorno
- Per età da 3 a 6 anni: 1/3 di cucchiaio (5 ml) da assumere 3 volte al giorno